# 무사시국

무사시 국

무사시국(일본어: 武蔵国)은 도카이도에 있던 일본의 옛 구니이다. 현재의 도쿄도와 사이타마현의 대부분(스미다강 동부), 가나가와현의 일부(가와사키시 전체와 요코하마시 동쪽)에 해당한다. 부슈(武州)라고도 한다.

## 무사시 국의 이름
「무사시」(武蔵)라는 이름의 기원은 여러 가지 설이 제기되어 있으며, 그 가운데 어떤 것도 근거가 될 사료가 빠져 있어 정설로써 인정받는 것은 없다. 에도 시대의 국학자 모토오리 노리나가(本居宣長)는 그의 저서 《고지키덴》(古事記伝)에서 「무사시 국은 스루가(駿河) ・ 사가미(相模)와 같이 사시 국(佐斯国, さし-)이라고 불렸고 후에 사시가미(佐斯上, さしがみ)와 시모자시(下佐斯, しもざし)로 나뉘었으며, 이것이 와전되어 사가미 ・ 무사시가 되었다」고 주장했고, 가모 마부치(賀茂真淵)는 《와쿤노시오리》(倭訓栞)에서 「무사 국(身狭国, むさ-)이 있어 훗날 무사가미(身狭上, むさがみ) ・ 무사시모(身狭下, むさしも)로 나뉘었고 이후 사가미、무사시가 되었다」고 주장하고 있다. 나아가 곤도 요시키(近藤芳樹, 1801~1880)의 《구누카치노키》(陸路廼記) 등 「후사 국(総国, ふさ-)의 일부가 분할되어 후사가미(総上, ふさがみ) ・ 후사시모(総下, ふさしも)가 되었고 제각기 사가미 ・ 무사시가 되었다」라는 설도 있다. 이러한 설들은 무사시 국과 훗날 도카이도(東海道) 여러 구니와의 관련성을 설하고 있다. 한편 고고학 연구 성과에 따르면 무사시 국은 훗날 게노 국(毛野国) 지역과 일체화되어 그 뒤 7세기에 야마토 왕권(ヤマト王権)이 후사 국까지 이르러 그 지역을 세력화시켰다고 한다.
표기에 대해서는 아스카노 미야코(飛鳥京) ・ 후지와라노미야(藤原宮) 유적에서 발굴된 목간(木簡)에서 「무자시 국」(无耶志国, むざし-)이라는 표기가 보이고 있으며, 7세기 무렵까지 무사시는 모두 무자시(むざし)로 발음되는「无射志」나 「牟射志」로 표기되고 있었다는 기록도 보이고 있다. 그 밖에도 「무사시」(牟佐志, むさし), 「무자시」(無邪志, むざし)라는 표기도 있었는데, 어느 것이든 훈독으로 글자만을 대입시킨 것으로 여겨진다.

## 현재의 행정구분상에서의 이름
- 사이타마현(埼玉県)
  - 옛 나카카쓰시카 군(中葛飾郡)을 제외한 전역[주석 2]
- 도쿄도(東京都)
  - 특별구 (23구)[주석 3]
  - 다마 지역(多摩地域)
- 가나가와 현(神奈川県)
  - 가와사키시(川崎市)
  - 요코하마시(横浜市)
    - 대부분(요코하마 시대 가운데 일부는 사가미 국의 가마쿠라 군에 속해 있었다.[4][5][6][주석 4]

## 연혁

### 고대
원래는 무자시노 구니노미야쓰코(无邪志国造, 牟邪志、无謝志라고도 한다)와 무사시노 구니노미야쓰코(胸刺国造), 지치부노 구니노미야쓰코(知々夫国造) 이렇게 세 개의 구니노미야쓰코(国造)가 존재하였으나, 6세기 오늘날의 사이타마 현 교다시(行田市)를 본거지로 하는 무사시노 구니노미야쓰코의 난(武蔵国造の乱)이 발발한 뒤, 이들 구니노미야쓰코의 영역을 합쳐서 7세기에 무사시 국이 성립되었다. 다이카(大化) 원년(645년)에 나니와 궁(難波宮)에서 다이카 개신(大化の改新)이 행해지고 호즈미노 구이(穂積咋) 등이 도고쿠(東国)의 구니노쓰카사(国司)로 임명되었고, 또한 지토 천황(持統天皇) 4년(690년)에 일본 조정은 신라에서 망명한 한나마(韓奈末) 허만(許満) 등 12명을 무사시로 이주시켰다. 이후 716년에 다시 스루가 등 7개 구니에 이주되어 있던 옛 고구려인 1,799명을 무사시 국 일부로 옮기고 고마 군(高麗郡)을 설치하였는데 고마 군의 초대 군수(郡司)는 666년에 고구려에서 사신으로 일본에 왔다가 고구려가 멸망하고 일본으로 귀화한 고려약광(高麗若光)이었고, 이후 그의 후손들은 그곳에 머물러 살면서 고마 씨를 칭하였다.
다이호(大宝) 3년(703년)에는 히키타 지(引田祖父)가 무사시 국의 카미(守)로 임명되었다. 게이운(慶雲) 5년(708년)에는 지치부 군(秩父郡)에서 화동(和銅) 즉 따로 정련시킬 필요가 없는 천연 구리가 발견되어 일본 조정은 이를 기념하여 연호까지 「와도」(和銅)로 고쳤다. 와도 3년(710년)에 무사시노 구니노미야쓰코의 난 당시 바쳐졌던 다히 둔창(多氷屯倉) 내, 오늘날의 일본 도쿄도 후추 시(府中市)에 무사시 고쿠후(国府)가 세워졌다. 이는 비교적 이른 시기에 둔창이 설치되었고 또한 교통 ・ 산업상의 중요도를 차츰 늘리기 시작한 남부 다마가와(玉川) 중부 유역에 면해 있는 점도 감안된 것으로 여겨지고 있다.
무사시 국은 역사적으로 그 북부가 게노 국(毛野国)과 관계가 깊었고, 당초에는 같은 도산도(東山道)에 속해 있었다. 도산도는 수도 교토가 위치한 기나이(畿内)에서 게노 국을 지나 미치노쿠(陸奥)로 가는 지름길이었다. 그러나 고쿠후가 위치한 후추는 그 지름길로부터 떨어져 있었기 때문에 닛타(新田) ・ 아시카가(足利)에서 뻗어나와 무사시 국을 거의 가로지르는 지선인 도산도 무사시노미치(東山道武蔵路)가 설치되었다. 그 뒤 무사시 국은 그 남부에 있어사가미 및 도쿄만(東京湾)을 경유해서 오가는 것이 차츰 활발해져서 호키(宝亀) 2년(771년) 10월 27일에 도카이도로 이관되어 사가미 ・ 무사시 ・ 가즈사(下総)를 잇는 육로도 정비되었다. 진고케이운(神護景雲) 2년에 일본 조정은 전국에서 행실이 선하다는 평을 받은 자들을 선발해 종신토록 세금을 면제해 주도록 하였는데, 마찬가지로 호키 3년에 이루마 군(入間郡) 사람으로 야타노베노 구로마로(矢田部黒麻呂)가 효양(孝養)을 이유로 종신토록 전조(田租)를 면제받는다는 혜택을 입었다.
헤이안 시대(平安時代)인 엔초(延長) 5년(927년) 완성된 《엔기시키》(延喜式)에 따르면 관에서 운영하는 쵸쿠시마키(勅旨牧) 즉 국영 목장 네 곳이 무사시에 설치되었다. 일본 조정에서는 해마다 50두의 말을 가려 바치게 하였고, 그 뒤로도 쵸쿠시마키는 더욱 늘어나서, 이를 관리하기 위해 중앙으로부터 군사귀족이 파견되고 재청관인(在庁官人)이 실무를 맡았다. 그러나 딱히 평온하다고 할 수만은 없었고, 덴교(天慶) 2년(939년) 무사시의 스케(介)로 부임한 미나모토노 쓰네모토(源経基)와 아다치 군수 무사시노 다케시바(武蔵武芝)와의 분쟁은 조헤이 덴교의 난(承平天慶の乱)이라 불리는 다이라노 마사카도의 봉기의 원인이 되었다.

### 중세
그 뒤 관영 목장의 관리자 가운데서 지치부 씨(秩父氏)가 일어나 오노(小野)를 혼세로 하는 요코야마토(横山党) 요코하마 씨(横山氏) 등 무사시 시치도(武蔵七党)라고 불리는 동족적 무사단(武士団)도 생겨나 할거하였다. 그들은 가마쿠라 막부(鎌倉幕府) 성립에도 공헌하였으며 막부를 지탱하였다. 무사시 고쿠후가 위치해 있던 도쿄도 후추 시는 중요한 거점으로써 존재했으며, 가마쿠라 가도(鎌倉街道)가 놓였다. 이 가마쿠라 가도는 도쿄도 내에서 오늘날에도 주요 도로로써 기능하고 있으며 가나가와 현에서는 옛길로써 존재하고 있다. 반면 가마쿠라에 정권이 수립되면서 기존의 토착 유력 세력들은 배제되었고, 남관동(南関東)은 가마쿠라 정권의 오히자모토(お膝元, 간토고분고쿠関東御分国) 즉 직할령적인 지역으로써 재편되었다. 주변 구니에서는 가즈사 씨(上総氏)나 미우라 씨(三浦氏, 와다 씨和田氏) 등의 유력 재청관인들이 멸망하였다. 무사시에서도 히키 씨(比企氏)、하타케야마 씨(畠山氏) 등이 멸망당했다. 지치부 씨의 세력도 쇠퇴하고 호조 도쿠소(北条得宗)가 실권을 쥐었다.
이러한 상황은 무로마치(室町)나 센고쿠 시대에 이르기까지도 변하지 않았다. 무로마치 시대에 가마쿠라에는 가마쿠라 부(鎌倉府)가 설치되었다. 가와고시 씨(河越氏)는 무사시 히라잇큐의 난(武蔵平一揆の乱)으로 힘을 잃었고 무사시 국의 실권은 무로마치 막부의 간토 간레이(関東管領) 우에스기 씨(上杉氏)가 장악하였다. 무사시 국의 중소 무사단은 부슈 미나미잇큐(武州南一揆)나 기타잇큐(北一揆)를 결성하였다.
그 뒤 간토에서는 무로마치 막부와 가마쿠라 부의 대립, 가마쿠라 부와 간토 간레이의 대립, 오기가야쓰 우에스기 가(扇谷上杉家)와 야마노우치 우에스기 가(山内上杉家)의 대립, 두 우에스기 가와 그 집안의 가재(家宰, 오타 도칸太田道灌이나 나가오 가게하루長尾景春)간의 대립이 이어졌다. 우에스기 센주의 난(上杉禅秀の乱)、에이쿄의 난(永享の乱)、교토쿠의 난(享徳の乱)、나가오 가게하루의 난(長尾景春の乱)、조교의 난(長享の乱) 등 전란이 잇따랐다. 전통적으로 호족층이 지배하고 있던 북관동에서 무사시의 고쿠후인 도쿄도 후추 시를 통해 가마쿠라로 이어지는 가마쿠라 가도는 차츰 전장으로 변해갔다. 후추 시의 후바이 강변의 전투(分倍河原の合戦) 등 일본 현지의 많은 역사 비석이나 문헌은 이러한 전란들을 증언한다. 무사시 국은 무쓰우라(六浦)나 시나가와미나토(品川湊) 등의 항구를 끼고 사이고쿠(西国)나 내륙부로 확장된 「내해」(内海)에서의 교역을 활발히 행하였다.
센고쿠 시대 후기에 이르면 고호조 씨(後北条氏)가 큰 세력을 떨치게 되었다. 고호조 씨는 덴분(天文) 15년(1546년)에 가와고시 성 전투(河越城の戦い)에서 승리하고 패권을 확립하였다. 그 뒤 거점성으로써 산성(山城)을, 에도 성(江戸城)이나 가와고시 성(河越城)、이와쓰기 성(岩付城)、하치가타 성(鉢形城)、다쓰야마 성(滝山城, 훗날의 하치오지 성八王子城)、고즈쿠에 성(小机城) 등에 군사 거점이 설치되었다. 덴쇼(天正) 18년(1590년) 도요토미 히데요시(豊臣秀吉)에 의한 오다와라 정벌(小田原征伐)로 고호조 씨가 멸망하고, 이후 도쿠가와 이에야스(徳川家康)가 간토로 이주해, 산성에는 없는 천수각(天守閣)을 가진 거성(居城)을 쌓았다.

### 근세
에도 막부(江戸幕府)의 개부(開府) 이후 무사시는 다시 에도 정권의 직할령이 되어 일본 정치의 중심지가 되었다. 또한 「무사시 3번」(武蔵三藩)이라 불리는 가와고시 번(川越藩)、오시 번(忍藩)、이와쓰기 번(岩槻藩)이 설치되어 에도의 방위를 맡아 중신으로써 배치되었다. 분로쿠(文禄) 3년(1594년)에 도네가와 강물의 흐름을 동쪽으로 옮기는 도네가와 동천 사업(利根川東遷事業)이 실시되었다.
일본에서 근세 초기에 해당하는 조쿄(貞享) 3년(1683년) 또는 일설에 따르면 간에이(寛永) 연간(1622년 - 1643년) 무렵에 가즈사 국 가쓰시카 군(葛飾郡)에서 그 일부 즉 오오토시후루토네가와(大落古利根川) ・ 스마타강에서 도네가와까지의 지역을 떼어 무사시 국으로 소속시키고 이름은 가쓰시카 군(葛飾郡)이라 하였다. 나카가와 저지대(中川低地) ・ 도쿄 저지대(東京低地)의 개발도 시작되었다. 쇼오(承応) 2년(1653년)에 다마가와 죠스이(玉川上水)가 완성되고, 무사시노 대지(武蔵野台地)의 개척이 진행되었다.
가에이(嘉永) 6년(1853년) 미국의 해군 제독 매슈 캘브레이드 페리가 이끄는 군함이 일본의 우라가 항에 나타나 일본의 개국과 통상조약 체결을 요구했던 이른바 흑선 내항(黒船来航)으로 에도를 비롯한 무사시 연안이 위협에 노출되었다. 에도 막부나 니라야마 대관소(韮山代官所)는 위기감을 느끼고 시나가와미나토(品川沖)에 오다이바(お台場)을 세우고 다마 군(多摩郡) 등에서 농민의 자제들을 모아 농병대(農兵隊)를 편성하였다. 하치오지 천인동심(八王子千人同心)에서 이들에게 검술 ・ 학문을 가르치기도 했는데, 훗날 신센구미의 국장으로 이름을 알리게 되는 곤도 이사미(近藤勇)를 포함해 이곳 출신자들이 신센구미 조직의 중핵을 이루게 된다. 가에이 7년(1854년) 무사시 가나가와의 요코하마 촌(横浜村)에서 미일화친조약이 체결되었다.

## 지역

### 군
무사시 국에는 21군(후에 22군)이 설치되었다. 40개 군이 설치되었던 무쓰국 다음으로 수가 많다.
- 시라기군(新羅郡)(新座郡・新倉郡)
- 이루마군(入間郡)
- 고마군(高麗郡)
- 히키군(比企郡)
- 오부스마군(男衾郡)
- 하라군(幡羅郡)
- 한자와군(榛沢郡)
- 나카군(那珂郡)
- 구라키군(久良岐郡)
- 쓰즈키군(都筑郡)
- 다마군（多摩郡 / 多麻郡 / 多磨郡)
- 다치바나군(橘樹郡)
- 아다치군(足立郡)
- 고다마군(児玉郡)
- 가미군(賀美郡 / 加美郡)
- 지치부군(秩父郡)
- 요코미군(横見郡)
- 사이타마군(埼玉郡)
- 오사토군(大里郡)
- 에바라군(荏原郡)
- 도시마군(豊嶋郡)
- 가쓰시카군(葛飾郡)
근세에 시모사국에서 무사시 국으로 편입

## 같이 보기
- 미야모토 무사시
- 무사시노시

### 내용주
1. ↑  군마현(群馬県) ・ 도치기현(栃木県) 일대로 훗날 도산도(東山道)의 일부가 되었다.
2. ↑  원래는 후루토네 강(古利根川) 서쪽으로 에도 시대 초기인 조교(貞享) 3년(1683년) 또는 일설에 따르면 간에이(寛永) 연간(1622년-1643년)에 오오이가와(太日川, 지금의 에도가와) 서쪽을 무사시에 편입시켰다.
3. ↑  원래는 스미다강(隅田川) 서쪽으로 에도 시대 초기인 조교 3년(또는 일설에 따르면 간에이 연간)에 오오이가와 서쪽을 무사시로 편입시켰다.
4. ↑  요코하마 시 가운데 사가미 국 가마쿠라 군(鎌倉郡)에 속해 있었던 범위는 다음과 같다.
  - 도쓰카구(戸塚区) 전역
  - 사카에구(栄区) 전역
  - 이즈미 구(泉区) 전역
  - 세야구(瀬谷区)
    - 오로시혼 정(卸本町)의 일부를 제외한 전역 …… 1980년에 수립된 오로시혼 정의 구역은 대부분이 세야 구 세야 정(瀬谷町)이었는데 일부 옛 무사 국 쓰즈키 군(都筑郡) 다나 촌(田奈村)이었던 미도리 구(緑区)의 나가쓰다 정(長津田町)과 같은 쓰즈키 군 소속의 쓰노오카 정(都岡町)이었던 아사히 구(旭区) 가미가와이 정(上川井町)이 포함되어 있었다.

  - 미나미 구(南区)
    - 롯카와 4쵸메(六ツ川四丁目, 옛 시모나가야 정 字山谷)

  - 고난구(港南区) …… 나가노 지구(永野地区, 옛 가마쿠라 군 나가노 촌永野村 가운데 고난 구에 상당하는 부분). 그 범위는 다음과 같다.
    - 주거 표시 실시 지구
      - 전역이 포함된 지역
        - 가미나가야(上永谷)
        - 시모나가야(下永谷, 1〜4쵸메만)
        - 히가시나가야(東永谷)
        - 세이가야(芹が谷)
        - 히가시세이가야(東芹が谷)
        - 마루야마다이(丸山台)

      - 일부가 포함된 지역
        - 시모나가야(5・6쵸메만)
        - 히키리야마(日限山)
        - 히노(日野)
        - 히노미나미(日野南, 5〜7쵸메만)

    - 주거 표시 미실시 지구
      - 전역이 포함된 지역
        - 가미나가야 정(上永谷町)
        - 노바 정(野庭町)

  - 가나자와구(金沢区)
    - 아사히나 정(朝比奈町) 전역
    - 히가시아사히나(東朝比奈) 2-3쵸메(일부) …… 가마쿠라 군 가마쿠라 정(鎌倉町)이었으나 1897년(메이지 30년) 해당 지역의 다이지도게(大字峠)가 무사시 국 구라키 군(久良岐郡) 무쓰우라쇼 촌(六浦荘村)으로 편입되어, 통상적으로는 옛 무사시 국 영역으로 포함시킨다.
5. ↑  오늘날의 일본 가나가와 현 ・ 지바 현(千葉県) 중남부 및 도쿄도 지역
6. ↑  오늘날의 곤겐도가와(権現堂川, 미유키 호行幸湖) ・ 에도가와

### 참조주
1. ↑  无射志国荏原評銘文字瓦（川崎市教育委員会文化財課）
2. ↑  御田八幡神社由緒。
3. ↑  高橋氏文にある武蔵国造の意の表記。
4. ↑  南横浜のグレートディバイディング・旧武相国境の全容
5. ↑  武相国境の位置や当時の生活感はどうだった？（はまれぽ.com 2012年1月25日）
6. ↑  いずみいまむかし―泉区小史 보관됨 2020-08-15 - 웨이백 머신 > 第3章「道と川」 보관됨 2020-08-15 - 웨이백 머신 > 境の道「武相国境道」 보관됨 2020-08-15 - 웨이백 머신（横浜市泉区公式ウェブサイト）
7. ↑  経済雑誌社編『国史大系 第2巻 続日本紀』経済雑誌社、1897年、pp.98-99、『続日本紀 巻7』1657年刊行
8. ↑  『日本歴史地名大系 13 東京都の地名』（平凡社2002年）p1072〈府中市〉
9. ↑  『東大寺と国分寺　日本歴史新書』（石田茂作著 至文堂 1968年） p63
10. ↑  [깨진 링크(과거 내용 찾기)](日本語). 埼玉県. 2019年12月11日閲覧。